# Bulwer (Queensland)
Bulwer ist ein kleiner Ort auf der australischen Sandinsel Moreton Island im Bundesstaat Queensland. Der Ort liegt etwa 40 Kilometer östlich von Brisbane. Während der Volkszählung 2021 lebten in Bulwer 59 Einwohner.

## Geografie
Auf Moreton Island befinden die drei Orte Kooringal im Süden, Cowan in der Mitte und Bulwer im Norden der Insel. Bulwer liegt an der Westküste der Insel an der Moreton Bay. Der Strand von Bulwer erstreckt sich über 8,5 Kilometer vom Comboyuro Point bis zum Cowan Point.
Im Norden des Ortes liegt eine große Waldfläche. Den unbesiedelten Teil der Insel schützt der Moreton-Island-Nationalpark.

## Bevölkerung
Während der Volkszählung 2021 lebten in Bulwer 59 Personen. Davon waren 36 männlich und 23 weiblich. In Bulwer gab es zu dieser Zeit zwölf Familien. Es gab 73 Eigentumswohnungen.

## Geschichte

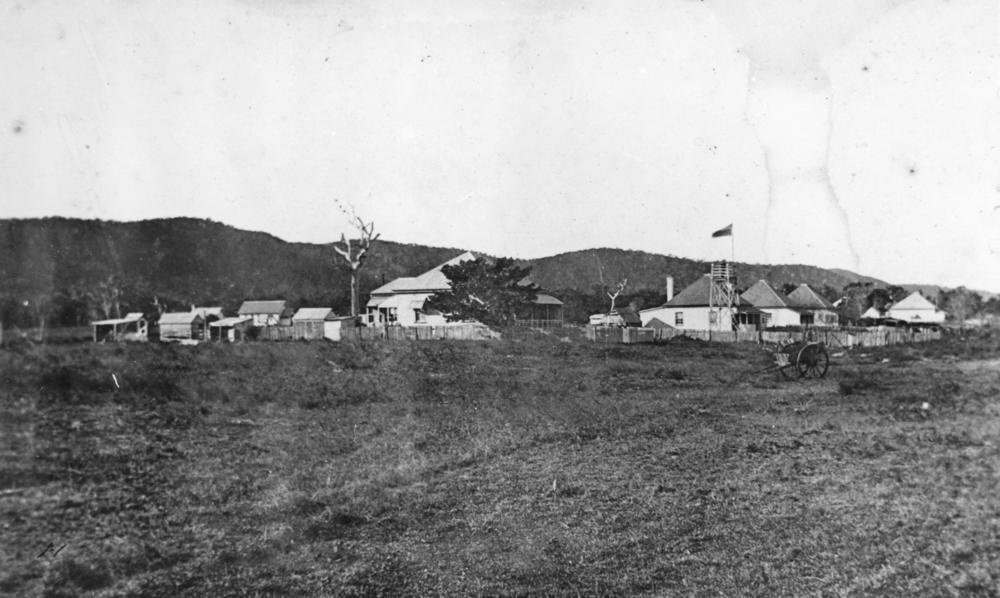
Lotsenstation im Jahr 1899

Am Coomboyuro Point nördlich von Bulwer wurde 1848 ein erster Leuchtturm errichtet. In Bulwer wurde zudem eine Lotsenstation eingerichtet, um die Schiffe sicher in die Moreton Bay führen zu können. Benannt wurde der Ort nach dem britischen Parlamentarier Edward Bulwer-Lytton.
Am Badestrand direkt vor der Küste von Bulwer liegen drei Schiffswracks, die in den 1930er Jahren sanken. Es sind dies die Alexander Gow, Kallatina und Hopewell. Weniger als einen Kilometer südlich von Bulwer befinden sich zwei historische Grabsteine. Unter einem ist ein Kind beerdigt, das 1883 auf See starb.

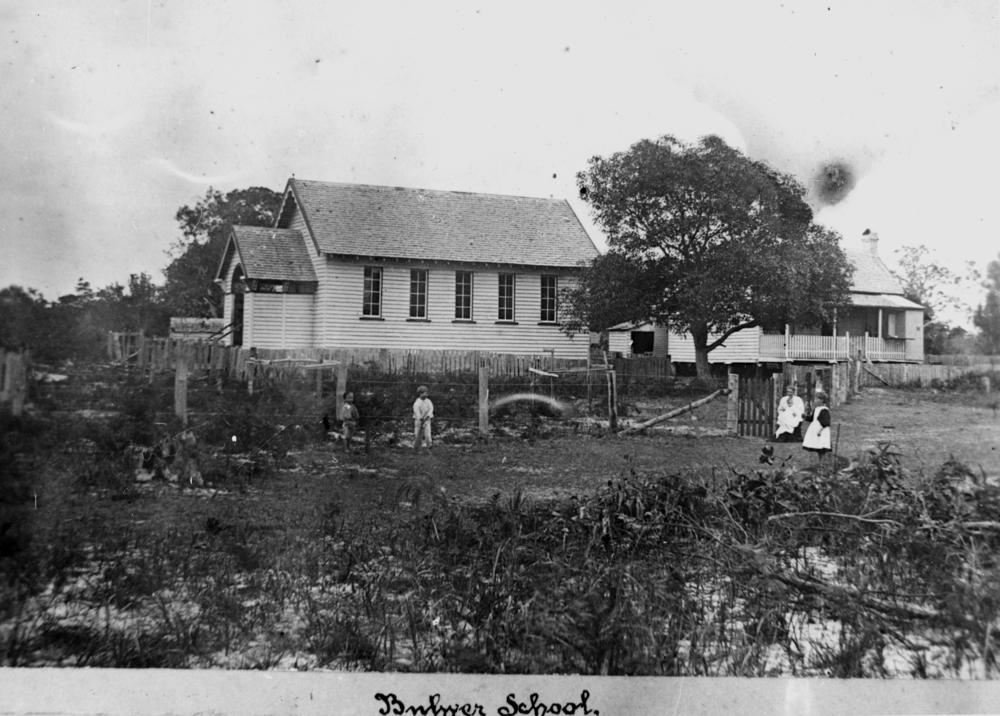
Schule von Bulwer um 1906

Bis 1909 gab es in Bulwer eine Schule.

## Transport und Einrichtungen
Bulwer kann mit einer Fähre von Scarborough aus erreicht werden, die die Strecke von 30 Kilometern zwischen den beiden Orten in 75 Minuten zurücklegt.
Bulwer dient als Ausgangspunkt für Erkundigungen der Moretoninsel. Der Ort besteht mehrheitlich aus privaten Ferienhäusern. Am Strand finden sich einige Clubhäuser von Anglervereinen. Folgende Straßen führen von Bulwer oder nach Bulwer:
- Eine unasphatliertee Straße verbindet Bulwer mit dem See Blue Lagoon an der Ostseite der Insel
- Ein Weg führt von Bulwer zum Campingplatz Comboyuro Point im Nordwesten der Insel
- Der kurze Bulwer Bypass umfährt südliche Ortsteile und führt auf die Straße von Bulwer nach Blue Lagoon

In Bulwer gibt es zwei Läden, ein Café und fünf Unterkünfte.